# Hearts Minds and Memories
Hearts Minds and Memories är ett album släppt av Oi!/Street-punkbandet Radio 69 på Bratville Records 2000.

## Låtlista
1. “We'll Remember” – 02:07
2. “You Won't Fool Me” – 02:26
3. “Liquid Courage” – 02:38
4. “The Way it Ends” – 02:22
5. “Six Feet Deep” – 02:52
6. “Final Words” – 02:55
7. “Hearts Minds & Memories” – 02:10
8. “All over Town” – 02:48
9. “Johnny's Crew” – 02:52
10. “Here To Stay” – 02:04
11. “Red Tape” – 01:39
12. “Nowhere To Go” – 03:01
13. “The Deck Pub” – 02:43
14. “Go Your Own Way” – 02:03
15. “Cilivization” – 03:04